# Episodi di Kung Fu (serie televisiva 2021) (seconda stagione)
La seconda stagione della serie televisiva Kung Fu, composta da 13 episodi, è stata trasmessa sulla rete televisiva statunitense The CW dal 9 marzo al 15 giugno 2022.
In Italia la serie è trasmessa su Italia 1 dal 30 ottobre al 13 novembre 2022.
| n° | Titolo originale          | Titolo italiano             | Prima TV USA   | Prima TV Italia  |
| -- | ------------------------- | --------------------------- | -------------- | ---------------- |
| 1  | Year of the Tiger: Part 1 | L'anno della tigre I parte  | 9 marzo 2022   | 30 ottobre 2022  |
| 2  | Year of the Tiger: Part 2 | L'anno della tigre II parte | 16 marzo 2022  | 30 ottobre 2022  |
| 3  | The Bell                  | La campana                  | 23 marzo 2022  | 5 novembre 2022  |
| 4  | Clementine                | Clementine                  | 30 marzo 2022  | 5 novembre 2022  |
| 5  | Reunion                   | Riunione                    | 6 aprile 2022  | 5 novembre 2022  |
| 6  | Jyu Sa                    | Una faida leggendaria       | 13 aprile 2022 | 6 novembre 2022  |
| 7  | The Alchemist             | L'alchimista                | 27 aprile 2022 | 6 novembre 2022  |
| 8  | Disclosure                | Festa quasi a sorpresa      | 4 maggio 2022  | 6 novembre 2022  |
| 9  | The Enclave               | Serata movimentata          | 11 maggio 2022 | 12 novembre 2022 |
| 10 | Destruction               | Distruzione                 | 18 maggio 2022 | 12 novembre 2022 |
| 11 | Bloodline                 | Vita eterna                 | 25 maggio 2022 | 12 novembre 2022 |
| 12 | Alliance                  | Alleanza                    | 8 giugno 2022  | 13 novembre 2022 |
| 13 | The Source                | La fonte                    | 15 giugno 2022 | 13 novembre 2022 |